# Acalyptris galinae
Acalyptris galinae is een vlinder van de familie van de dwergmineermotten (Nepticulidae), van de onderfamilie van de Nepticulinae. De wetenschappelijke naam van deze soort is voor het eerst voorgesteld als Microcalyptris galinae door Jonas Rimantas Stonis (voorheen Rimantas Puplesis) in een publicatie uit 1984.
De soort komt voor in Turkmenistan, Oezbekistan, Mongolië en de Verenigde Arabische Emiraten.